# Полуципеста гъска
Полуципестата гъска (Anseranas semipalmata) е вид птица от семейство Anseranatidae, единствен представител на род Anseranas.

## Разпространение и местообитание
Разпространен е в Австралия, Индонезия и Папуа Нова Гвинея.